# Clyde Prestowitz
Clyde V. Prestowitz Jr. (* 1941 in Wilmington, Delaware) ist Gründer und Präsident des „Economic Strategy Institute“ (ESI) in Washington. Er war Berater (Counselor) des US-Handelsministers unter Präsident Ronald Reagan. Als Autor und Publizist schreibt er regelmäßig für die New York Times, die Washington Post und das Magazin Foreign Affairs.
Prestowitz gilt als profilierter Kenner der US-amerikanischen Politik. Sein Buch Schurkenstaat. Wohin steuert Amerika? wurde vom Magazin The Economist auf die Liste der besten Bücher des Jahres 2003 in der Sparte Politics and Current Affairs gewählt. Er beschreibt darin Amerikas ambivalente Rolle in der Weltpolitik und die Ursachen des US-amerikanischen Unilateralismus und Isolationismus.
Im Mai 2012 sorgte Prestowitz mit einem Gastbeitrag für das Nachrichtenportal CNN zum Thema Eurokrise für Aufsehen, da er die Bundesrepublik Deutschland inzwischen zu wettbewerbsstark für den Euro hält und der deutschen Regierung nahelegt, aus der Europäischen Währungsunion auszutreten. Seiner Meinung nach könne nur so der Euro gerettet werden.